# Long Swamp Site
Long Swamp Site (9 CK 1) és un jaciment arqueològic de 4 acres (16.000 m²) al comtat de Cherokee (Geòrgia) a la riba nord del riu Etowah prop de la St Rt 372. El jaciment consisteix en una vila de la cultura del Mississipi del sud dels Apalatxes amb una palissada i un monticle plataforma.

## Descripció
El jaciment està situat en una plana d'inundació i terrassa amb vistes al riu Etowah des del nord, prop de la seva confluència amb Long Swamp Creek.

### Cronologia
El jaciment va ser ocupat en dues ocasions diferents durant el període prehistòric, un que data del període primerenc del Mississipi fase Etowah tardana, al voltant de l'any 1100-1200 CE. Va ser ocupat de nou durant el període prehistòric tardà durant les fases Mayes i Brewster.

### Característiques

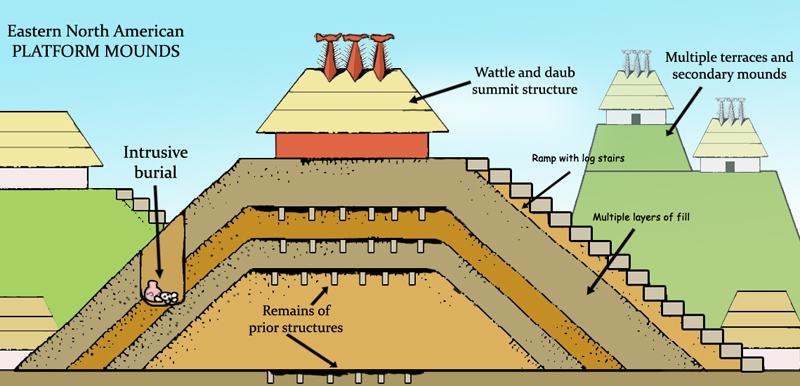
Diagrama mostrant la seqüència típica de la construcció d'un monticle

El monticle de plataforma a Long Swamp fou construït en tres episodis diferents amb deu capes separades durant l'ocupació en fase Etowah. La ubicació va començar com una estructura circular, que va ser utilitzada com a lloc d'enterrament. Per sobre d'aquest es va construir un monticle de 55 centímetres, amb una altra estructura adornant el seu cim. Aquest edifici tenia una mesura de 6,8 metres de diàmetre i tenia un sòl d'argila i la llar entollada. A la part superior d'aquesta capa hi havia una altra capa i una estructura circular. Per sobre d'aquesta capa hi havia una tercera capa de farciment del monticle, que aconseguia una altura final estimada que hauria estat entre 9,8 metres i 13 metres, encara que l'època de les investigacions arqueològiques la cimera havia estat massa danyada per determinar si també tenia una estructura d'acompanyament. En algun moment després es va afegir la capa final al monticle i tot el lloc es va inundar deixant una capa de llim cobrint la zona. No s'hi van afegir capes addicionals durant la segona ocupació.
També s'han trobat al lloc les restes d'altres diverses estructures que daten de la fase de Etowah tardana. Inclouen una estacada i un fossat que l'envolten i una gran estructura rectangular. Aquest edifici fa set metres per vuit metres, i va ser construïda de pals amb una llar central i forats d'emmagatzematge. Es va descobrir que l'estructura havia estat cremada. Es van trobar fora de la palissada alguns forat de préstec.
A la part de la terrassa del lloc amb vistes a la plana d'inundació hi havia una gran estructura circular amb una llar central. Tenia un diàmetre del voltant de 6 metres i utilitza vint-i-dos pals per a les seves parets exteriors. Tenia una porta d'entrada d'un metre d'ample en la seva part sud-est. Una calçada de 50 centímetres amb dues rases de 25 centímetres d'ample s'estenien a dos metres de la paret de l'edifici. Aquesta estructura també havia estat cremada. La datació amb carboni de les restes situen la seva ocupació a prop de 1610.

## Història de l'excavació
Algunes porcions del jaciment foren excavades en 1938 per Robert Wauchope i novament en 1949 per Lewis H. Larson, sota la direcció de Arthur Randolph Kelly. El jaciment fou agrimensurat pels Southeastern Archeological Services en 2003 i 2004 i aleshores excavat a fons per Edwards-Pitman Environmental, Inc. a finals de la dècada del 2000.